# سامرست موآم
ویلیام سامرست موآم (به انگلیسی: William Somerset Maugham) (زادهٔ ۲۵ ژانویه ۱۸۷۴ – درگذشته ۱۶ دسامبر ۱۹۶۵)، داستان‌نویس و نمایشنامه‌نویس انگلیسی بود.
او در سال ۱۸۷۴، هنگامی که پدرش در در سفارت انگلستان در پاریس مشغول به کار بود، زاده شد. سال ۱۹۲۷ سامرست موام در جنوب فرانسه اقامت گزید و تا زمان مرگ در سال ۱۹۶۵ همان‌جا زندگی کرد.

## زندگی
ویلیام سامرست موآم در ۲۵ ژانویه ۱۸۷۷ در پاریس زمانی که پدرش در سفارت انگلستان در این شهر کار می‌کرد متولد شد. او یکی از پرکارترین داستان نویسان قرن بیستم بود و در زمان حیاتش میلیون‌ها نسخه از داستان‌های بلند و کوتاه و نمایشنامه‌های وی به زبان‌های مختلف ترجمه و به فروش رفت. در سال‌های دهه ۱۹۳۰ او پردرآمدترین نویسنده جهان بود.
هنرپیشگان سرشناس هالیوود مثل گرتا گاربو، ریتا هیورث و نائومی واتس در فیلم‌هایی که براساس داستان‌های او ساخته شد بازی کرده‌اند.
با وجودی اینکه او چندین سال از دوران کودکی خود را در شهر بندری ویتستابل در ناحیه کنت واقع در جنوب شرقی انگلستان گذراند، کمتر کسی از ساکنان این شهر با میراث این نویسنده بزرگ آشنا است. هیچ نشانی از او در سطح این شهر دیده نمی‌شود و خانه کوچکی در حومه شهر که او سال‌های کودکی خود را در آن جا گذراند در سال‌های دهه ۱۹۶۰ برای احداث ساختمانهای مسکونی جدید تخریب شد. برخی از ساکنان شهر ویتستابل معتقدند که سامرست موآم از این شهر نفرت داشت و در دو اثر داستانی خود به نام‌های «پایبندی‌های انسانی» چاپ سال ۱۹۱۵ و «کلوچه و آبجو» چاپ ۱۹۳۰ از این شهر به نام بلک استیبل یاد کرده‌است. (اشاره به این نکته لازم است که در نام این شهر کلمه وایت به معنای سفید با کلمه بلک به معنای سیاه جایگزین شده‌است) اما با تمام این سوابق ترتیب دهندگان اولین جشنواره ادبی شهر ویتستابل امیدوارند که اشتیاق و علاقه به آثار سامرست موآم را احیا کنند. ویکتوریا فالکونر مدیر این جشنواره معتقد است که این شهر بندری در شکل‌دادن به شخصیت سامرست موآم نقش مهمی ایفا کرده‌است.
مادر سامرست موآم وقتی که او هشت ساله بود بر اثر ابتلا به بیماری سل درگذشت و پدرش نیز سه سال بعد بر اثر سرطان درگذشت.

## تحصیلات

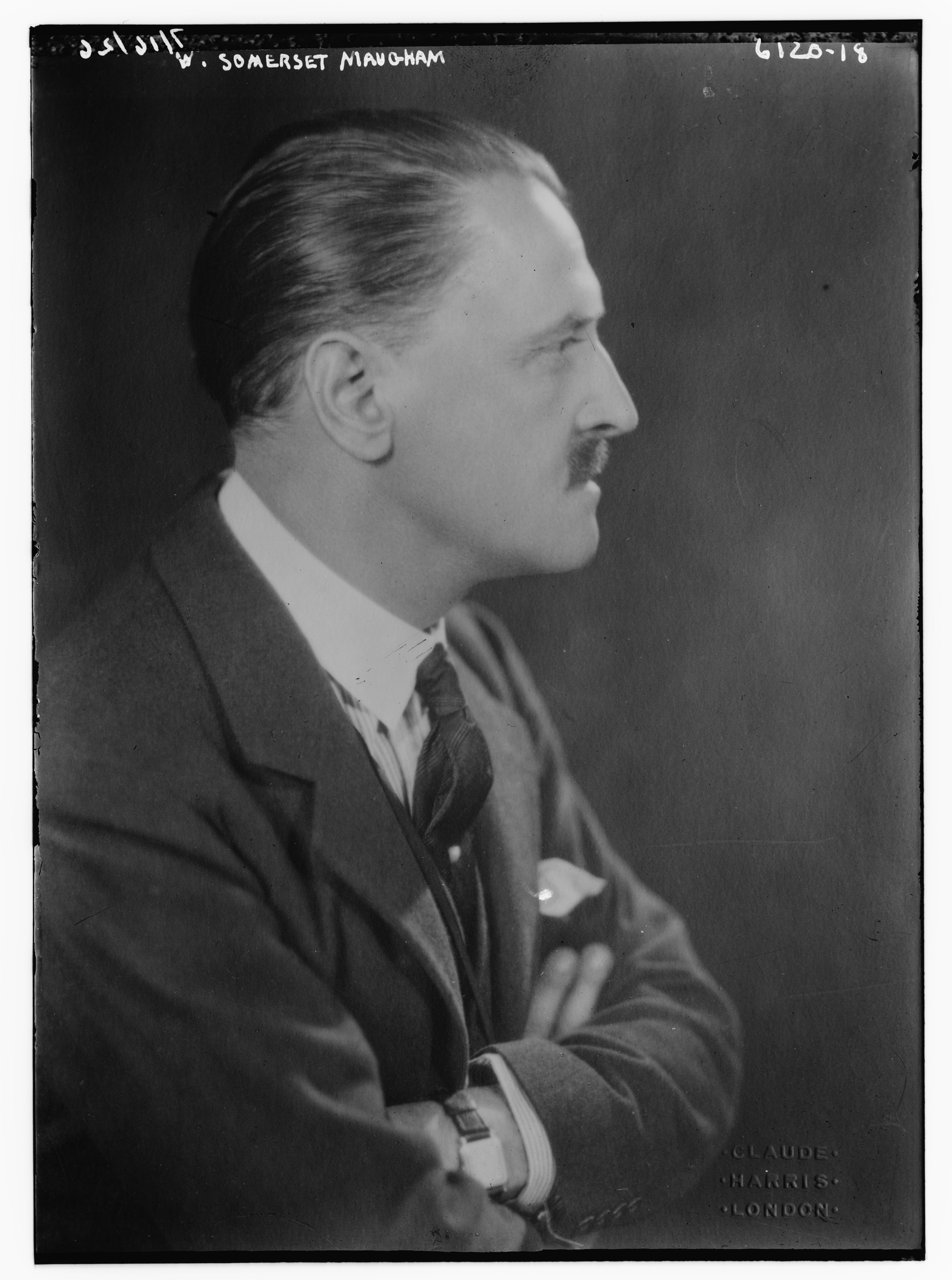

وی تا ۱۰ سالگی در پاریس زندگی کرد. در مدرسه‌های کینگز و کنتربری درس خواند و دانشگاه هایدلبرگ را به پایان رسانید. 
مدتی را نیز به عنوان دانشجوی رشتهٔ طب در بیمارستان سنت تامس گذراند اما موفقیت اولین کتابش به نام لیزای لمبث که در ۱۸۹۷ منتشر شد او را به سوی ادبیات کشانید.

### تأثیری ویرانگر
پس از این حوادث بود که سامرست موآم را نزد عمویش، پدر روحانی هنری موآم، فرستادند که همراه همسرش در اقامتگاه کشیش شهر ویتستابل زندگی می‌کرد. ویکتوریا فالکونر می‌گوید: «او قبل از این حوادث هیچگاه عموی خود را ندیده بود و زندگی در محیط خشک و ریاضت کشانه منزل یک کشیش مسلماً تأثیر ویرانگری روی او به جا گذاشت. سال‌های زندگی موآم در ویتستابل دوران شادی نبود.»
زبان اصلی موآم در دوران کودکی فرانسوی بود و به خاطر ندانستن زبان انگلیسی در دوران مدرسه در شهر کانتربوری دچار لکنت زبان شد. خانم فالکونر می‌گوید: «به اعتقاد من علاقه او به کتاب و مطالعه از همین دوران شروع شد. او کتاب را کشف کرد و مطالعه برای او گریزی بود از این شرایط دشوار و به همین خاطر می‌توان گفت که شهر ویتستابل روی زندگی او به عنوان یک نویسنده تأثیر فراوانی داشته‌است.»

### مردی شوریده حال
سامرست موآم تحصیلات پزشکی خود را در بیمارستان سنت توماس شهر لندن به پایان رساند. اما پس از موفقیت اولین رمان خود به نام «لیزای لمبث» چاپ ۱۸۹۷ حرفه پزشکی را رها کرد و تمام وقت به نویسندگی روی آورد. در سال ۱۹۰۸ شهرت او به حدی رسیده بود که به‌طور همزمان چهار نمایشنامه او در تئاترهای شهر لندن روی صحنه رفت.
اما چرا موفقیت و دستاوردهای این نویسنده مشهور در شهری که زمانی خانه او بوده پذیرفته نشده‌است؟ فرضیه خانم فالکونر این است که ساکنان شهر ویتستابل به این دلیل به سامرست موآم علاقه‌ای نشان نمی‌دهند که او در داستان خود به نام پایبندی‌های انسانی که حالتی شبیه به زندگی‌نامه دارد، از دوران زندگی در این شهر به عنوان ایام غم‌انگیزی یاد کرده‌است.
داستان این کتاب ماجراهای یک پسربچه یتیم است که توسط عمو و زن عموی خشکه مقدس خود و در شهر کوچک ماهیگیری به نام بلک استیبل بزرگ می‌شود؛ ولی بعدها این شهر را رها می‌کند، به پاریس می‌رود و در آنجا هنرمند می‌شود. ویکتوریا فالکونر می‌گوید: «موآم در سطح جهان مشهور است ولی اینجا در ویتستابل فراموش شده‌است؛ و این‌جای تاسف دارد. البته باید اضافه کرد که در دهه‌های اخیر او در کل بریتانیا نیز چندان مد روز نبوده‌است.» خانم فالکونر اضافه می‌کند که احتمالاً شهرت موآم به عنوان مردی شوریده حال و بی رحم بیش از حد در خود انگلستان مورد توجه قرار گرفته و شاید به این خاطر است که مردم در انگلستان به اندازه سایر نقاط جهان او را به یاد نسپرده‌اند؛ ولی آیا برای علاقه‌مند شدن به آثار یک نویسنده باید شخصیت خود او را نیز دوست می‌داشت؟
سیری ولکوم همسر سامرست موآم بود، آن‌ها در سال ۱۹۲۹ از یکدیگر جدا شدند. سامرست موآم در ۹۱ سالگی و در سال ۱۹۶۵ در فرانسه درگذشت.

## جملات قصار
سامرست موآم را بیشتر به خاطر جملات قصارش می‌شناسند که نمونه‌اش در زیر آمده است:
ما می‌نویسیم چون مجبوریم که بنویسیم.
عشق واقعی عشق یک طرفه است بدون هیچ چشم داشت و پاداشی.
فاجعه بزرگ انسان‌ها در هلاک نوع بشر نیست، در دست شستن از عشق ورزیدن است.
اگر پنجاه میلیون نفر چیز احمقانه‌ای بگویند، آن چیز کماکان احمقانه است.
پول، حس ششمی است که بدون آن نمی‌توان از پنج حس دیگر لذت برد.

## آثار
- لیزای لمبث (۱۸۹۷) (به انگلیسی: Liza of Lambeth)
- بانو کراداک (۱۹۰۲) (به انگلیسی: Mrs Craddock)

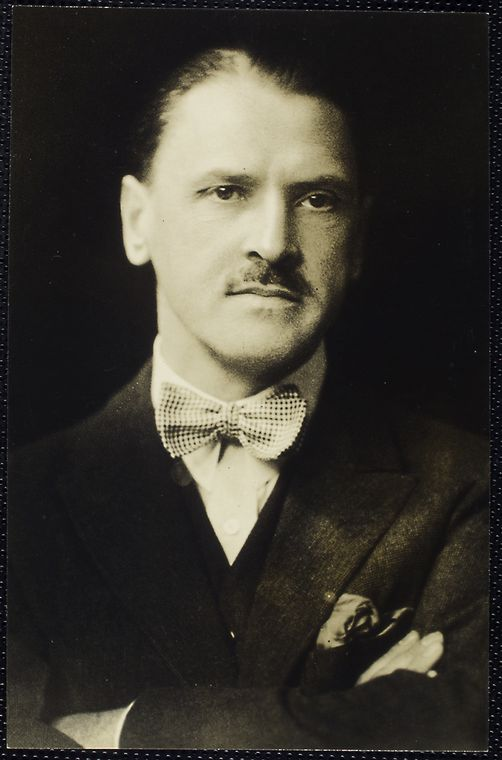

- پیرامون اسارت بشری یا پایبندی‌های انسانی (۱۹۱۵) (به انگلیسی: Of Human Bondage)
- ماه و شش پشیز
- مرد با عزت (نمایشنامه)
- شپی (نمایشنامه) (۱۹۳۳)
- لرزش برگ (داستان کوتاه) (۱۹۲۱)
- بر پرده‌ای چینی (سفر نامه)
- دن فرناندو (سفرنامه)
- حاصل عمر
- یادداشت‌های نویسنده
- شادی‌های زندگی
- بادبادک
- لبه تیغ
- گنج
- هفتمین گناه
- کاتالینا
- پرواز در تنهایی (مترجم: سوسن افشار) (۱۹۳۰) (به انگلیسی: Cakes and Ale) کشتی خشم
- جادوگر
- گذرگاه خطرناک
- ابهام زندگی (انتشارات پژوهنده)